# Sorso
Sorso (sasarski: Sòssu) je grad i općina (comune) u pokrajini Sassariju u regiji Sardiniji, Italija. Nalazi se na nadmorskoj visini od 136 metara i ima 14 732 stanovnika.
 Prostire se na 67,01 km². Gustoća naseljenosti je 220 st/km².
Susjedne općine su: Castelsardo, Sassari, Sennori i Tergu.